# Duleek
Duleek (iriska: Damhliag) är en ort i republiken Irland.   Den ligger i grevskapet An Mhí och provinsen Leinster, i den nordöstra delen av landet, 40 km norr om huvudstaden Dublin. Duleek ligger 26 meter över havet och antalet invånare är 3 988.
Terrängen runt Duleek är huvudsakligen platt. Duleek ligger nere i en dal. Runt Duleek är det ganska tätbefolkat, med 60 invånare per kvadratkilometer. Närmaste större samhälle är Drogheda, 8,4 km nordost om Duleek. Trakten runt Duleek består till största delen av jordbruksmark.